# Kawasaki GPZ 600 R
La GPZ 600 R est une moto sportive construite dans les années 1980 par Kawasaki et issu de la famille des GPZ.

## Historique
Fin de l'année 1984, Kawasaki  présente sur le circuit de Jamara en Espagne, la GPZ 600 R (appellation ZX600A): une machine sportive de moyenne cylindrée extrapolée de la GPZ 400 R uniquement disponible au Japon.
Comparée à son aînée la GPZ 900 R, la 600 est radicalement plus moderne et adopte un carénage intégral en ABS dans lequel s'insère le phare profilé. Elle se démarque complètement de la gamme sportive proposée alors (GPZ900, GPZ750, 750 Turbo, ..).

## Caractéristiques
Bien que la base du bloc moteur soit celui de la GPZ 550, le moteur de la GPZ 600 R passe à 592 cm3 et est refroidi par eau. Il reçoit également une nouvelle culasse à double arbre à cames et tête de seize soupapes. Il est alimenté par quatre carburateurs Keihin de 32 mm. La chaine de distribution est située au milieu du bloc moteur. La puissance maximale de 75 chevaux est atteinte à 10 500 tr/min et c'est, à l'époque, le plus puissant de sa catégorie. Ce moteur est également muni d'un radiateur d'eau (2,5 L) et d'huile (3,5 L), d'un démarreur électrique, d'un embrayage multidisque à commande par câble et d'un échappement 4 en 2.
La GPZ 600 R possède un cadre en tubes d'acier de section rectangulaire. La boucle en métal contournant le moteur n'a qu'un but esthétique.
La fourche est équipée du système AVDS, un système antiplongée réglable en 3 positions. La roue avant est une 16" (largeur 110 mm) tandis que les freins (simple piston) et disques sont identiques à ceux de la 900. Le bras oscillant est en aluminium de type Uni-Trak dont l'hydraulique est réglable en 4 positions. La jante arrière est elle aussi en 16" (largeur 130 mm).
la GPZ pèse 195 kg à sec et 214 kg avec les pleins.

## Coloris

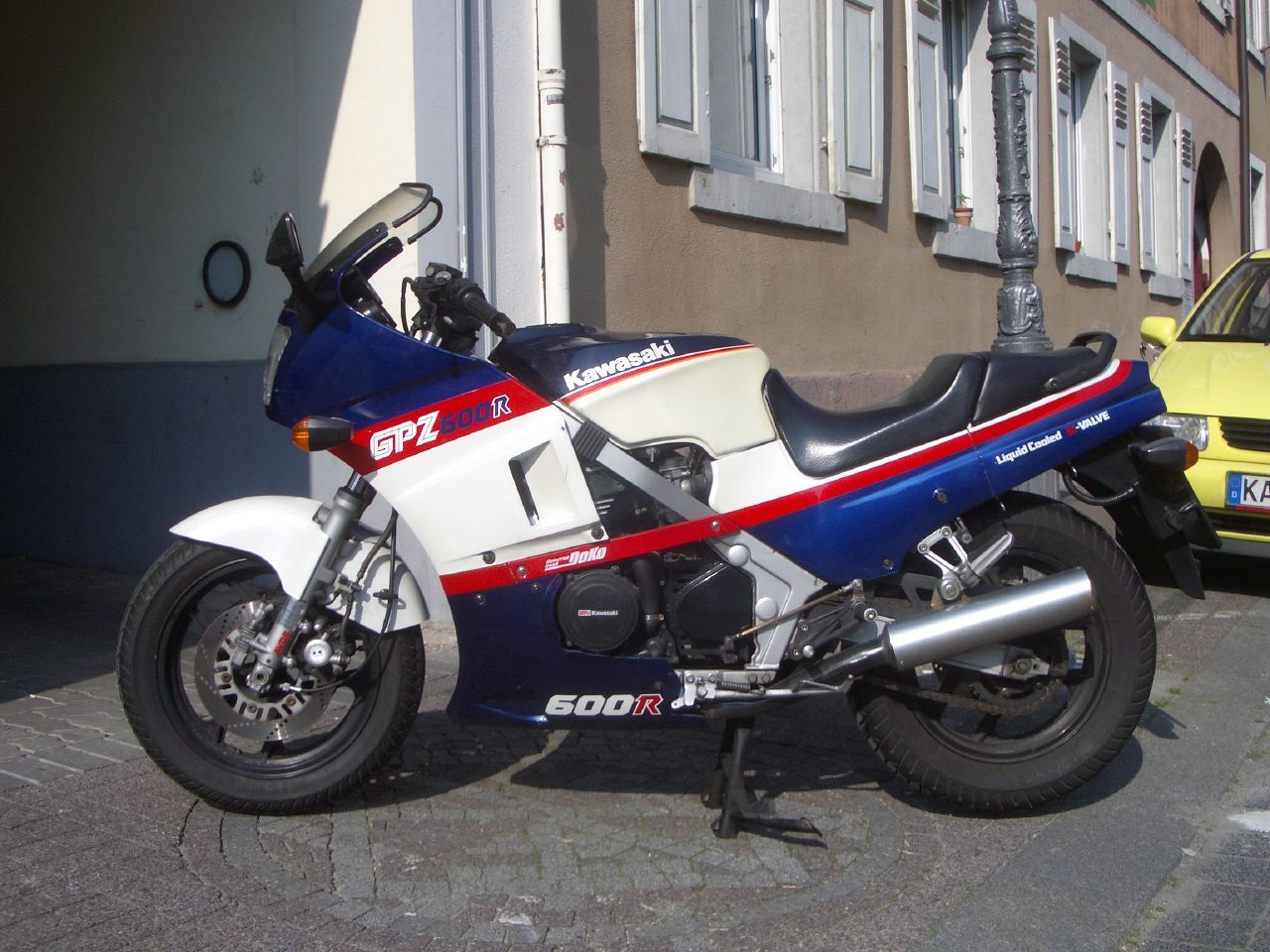
La Kawasaki GPZ600R Blanc/Bleu (1986)

À sa sortie, en 1985, la GPZ 600 R est disponible en 3 coloris: 
- Ébène/rouge
- Blanc/Rouge
- Vert/rouge